# Abraham van den Tempel

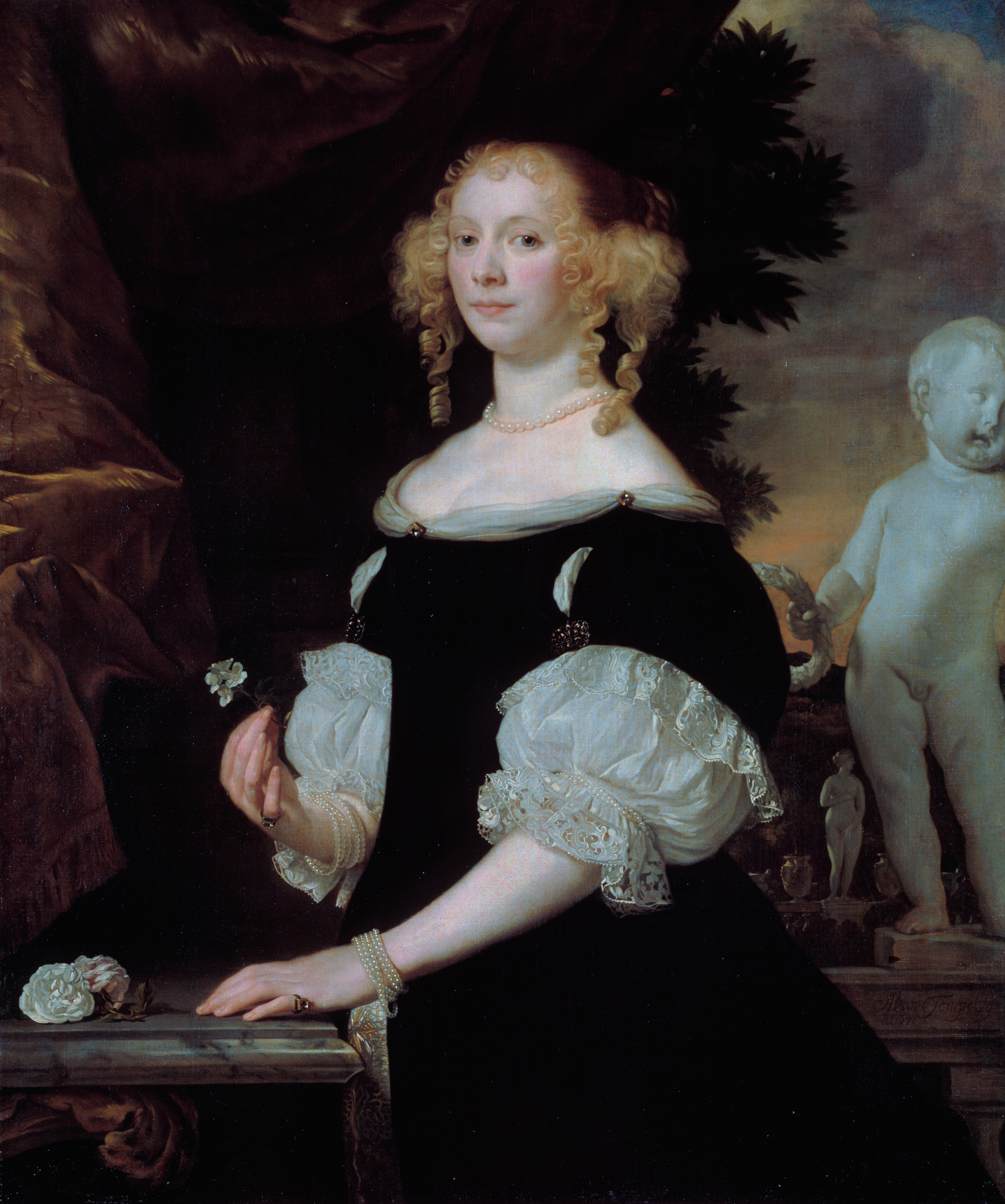
Retrato de una mujer, Abraham Lambertz van den Tempel, 1668.San Petersburgo, Museo del Hermitage

Abraham Lambertsz. van den Tempel (Leeuwarden, hacia 1622 - Ámsterdam, 8 de octubre de 1672) fue un pintor neerlandés del siglo de oro.

## Biografía
Después de estudiar durante una temporada bajo la dirección de su padre, Lambert Jacobsz, entró en el taller de Joris van Schooten, en Leiden, y allí permaneció hasta 1660, fecha en que pasó a establecerse en Ámsterdam. Pintó cuadritos de asuntos históricos, alegorías, conversaciones y retratos. 
Sus obras tienen un buen acabado y fue maestro de Frans van Mieris el Viejo, Carel de Moor, Ary de Vois y Michiel van Musscher. En el retrato siguió el estilo de Bartholomeus van der Helst y adquirió especial reputación.
Sus obras se encuentran repartidos por museos de Ámsterdam, Leiden, Berlín y Róterdam. En el Museo De Lakenhal de Leiden se guardan también tres alegorías.
Sus principales retratos son: 
- Helena Grondt, Juan Antonides van der Linden. La Haya.
- Maehteld Bas, Abraham Visscher y Dama desconocida. Rijksmuseum.
- Los Regentes. Orfanato de Leiden.